# СКУДД "Ђурђевдан"
СКУДД „Ђурђевдан“ је српско културно-уметничко и духовно друштво из Дрежнице. Чланови друштва су мештани села Дрежница и Јасенак у околини Огулина.

## Историја
Срби су се доселили у Дрежницу у 17. веку. Дрежница и Јасенка су вековима биле већинско становништво. СКУДД „Ђурђевдан“ је настао 1993. године, након што је Дрежница поново добила православног свештеника, после дужег периода без свештеника и цркве Успења Пресвете Богородице, од Другог светског рата. СКУДД „Ђурђевдан“ је прво друштво српске националне мањине овог профила у самосталној Републици Хрватској.  То је прво културно-уметничко друштво Срба из Хрватске које је посетило Србију после осамостаљења Хрватске. То се догодило 1997. године. То је уједно и прво културно уметничко друштво које је угостило културно уметничко друштво из Србије. КУД  „Стари Душановац“ из Београда наступио је у Дрежници 2000. године
СКУДД „Ђурђевдан“ има фолклорне, музичке, певачке и драмско-рецитаторске групе. До сада су снимљени наступи у неколико околних земаља као што су: Италија, Аустрија, Швајцарска, Босна и Херцеговина, Србија итд.
Седиште данашњег СКУДД „Ђурђевдан“ налази се у Омладинском дому у Дрежници. Згрaдa je сaгрaђeнa нa месту Српскe прaвoслaвнe црквe, a изградили су је мeштaни Дрeжницe. 